# Малеев, Роман Сергеевич
Рома́н Серге́евич Мале́ев (род. 23 августа 1986, Курск) — российский легкоатлет, специалист по бегу на средние дистанции. Выступал на профессиональном уровне в 2007—2019 годах, чемпион России в эстафете 4×800 метров, победитель и призёр ряда крупных всероссийских стартов. Представлял Курскую область. Мастер спорта России международного класса.

## Биография
Роман Малеев родился 23 августа 1986 года вместе с братом-близнецом Русланом. Занимался лёгкой атлетикой в Курске под руководством тренера Валерия Дмитриевича Руденко.
Первого серьёзного успеха на всероссийском уровне добился в сезоне 2007 года, когда на зимнем чемпионате России в Волгограде с командой Курской области выиграл бронзовую медаль в зачёте эстафеты 4×800 метров.
В 2009 году на чемпионате России по эстафетному бегу в Сочи стал серебряным призёром в эстафете 4×800 метров.
В 2010 году в той же дисциплине взял бронзу на зимнем чемпионате России в Москве, одержал победу на эстафетном чемпионате России в Сочи.
В 2011 году в беге на 1500 метров завоевал серебряную награду на Кубке губернатора в Волгограде, в эстафете 4×800 метров был вторым на зимнем чемпионате России в Москве.
На эстафетном чемпионате России 2012 года в Адлере взял бронзу в программе эстафеты 4×800 метров.
В 2013 году на чемпионате России по эстафетному бегу в Адлере стал серебряным призёром в эстафете 4×1500 метров.
В 2016 году выиграл бронзовую медаль в эстафете 4×1500 метров на эстафетном чемпионате России в Адлере.
В 2019 году на всероссийских соревнованиях по кроссу общества «Динамо» в Перми провалил допинг-тест — проба показала наличие субстанции 4-метилпентала-2-амина (1,3 диметилбутиламина) (стимулятор, класс S6). В соответствии с решением РУСАДА и Всероссийской федерации лёгкой атлетики Малеев был отсранён от участия в соревнованиях на 2 года, а все его результаты с 10 июля 2019 года аннулированы.
За выдающиеся спортивные достижения удостоен почётного звания «Мастер спорта России международного класса».